# José Alves de Brito
José Alves de Brito (Ingá, 13 de agosto de 1938 - Niterói, 20 de junho de 1996) foi um político brasileiro.

## Biografia
Nasceu no dia 13 de agosto de 1938, no município de Ingá interior da Paraíba (conhecido como Ingá do Bacamarte). Filho de Herotides Ribeiro de Brito e Manoel Alves da Silva. Casado, pai de três filhos. Chegou ao Rio de Janeiro ainda moço em busca de uma vida melhor, em meados dos anos 50. Morou primeiramente no Morro da Mangueira. Logo seguiu o mesmo caminho de seus conterrâneos, trabalhando na construção civil como servente de pedreiro.
Alves de Brito morreu em Niterói no dia 20 de junho de 1996 aos 57 anos de idade.

### Política
No início dos anos 50 se mudou para Niterói, e começou a trabalhar em diversos estaleiros da região, logo se especializou em caldeiraria de cobre. Ainda nos anos 60, após ser eleito diretor do Sindicato dos Metalúrgicos do antigo Estado do Rio de Janeiro, Alves de Brito entra para o Partido Comunista Brasileiro (PCB).
Em 1964, por conta do  golpe militar, 1º de abril de 64, Alves de Brito é obrigado a ficar escondido em um sítio no município vizinho de Itaboraí, também no Estado do Rio de Janeiro.
Em 1966, elege-se vereador na cidade de Niterói - RJ pelo Movimento Democrático Brasileiro(MDB), legenda que abrigava a resistência ao regime militar.
Em 1970 candidata-se a deputado estadual e perde a eleição. Nesse período ocupou o cargo de diretor geral, na Câmara Municipal de Niterói.
Alves de Brito era um político combatente e muito ligado ao ex senador Ernâni do Amaral Peixoto (que juntamente com Ulysses Guimarães, fundou o MDB). Amigos afirmam que a relação de Alves de Brito e Amaral Peixoto era quase uma relação de pai e filho.
Em 1972 Amaral Peixoto apresenta Alves de Brito ao seu genro, Moreira Franco, sociólogo piauiense formado na Sorbonne.
Em 1974 candidata-se novamente a deputado estadual pelo antigo Estado do Rio de Janeiro em dobrada com Moreira Franco como deputado federal onde ambos eram candidatos apoiados pelo Partido Comunista Brasileiro (PCB). Alves de Brito foi o segundo deputado mais votado do Movimento Democrático Brasileiro (MDB), passando dos 23 mil votos. Seu mandato foi dedicado a denunciar os crimes da ditadura militar, entre sequestros, prisões arbitrárias e também dedicado à defesa dos trabalhadores e estudantes.
Em 1975, participou e assinou a constituição do Estado, que tratou da fusão entre os Estados da Guanabara e do Rio de Janeiro.
Alves de Brito, foi membro do comitê municipal, estadual e central do Partido Comunista Brasileiro (PCB).
Em 1976 foi um dos principais articuladores e coordenadores da campanha vitoriosa de Moreira Franco à prefeitura de Niterói.
Em 1978 é eleito novamente deputado estadual, com uma votação superior a 30 mil votos, após fazer dobrada com os advogados Marcelo Cerqueira e Modesto da Silveira candidatos a deputado federal.
Alves de Brito participou do bloco parlamentar conhecido como "ala dos autênticos", que contava com a participação de José Eudes, Heloneida Studart, Raymundo de Oliveira, Paulo Cesar Gomes e Francisco Amaral.
Alves de Brito abrigou em seu gabinete vários membros do Comitê Central do Partido Comunista Brasileiro(PCB) muitos dos quais voltavam do exílio, tais como Hércules Correa, Geraldo Rodrigues e Giocondo Dias (secretário geral do PCB).
Em 1982 com o Rio de Janeiro e a esquerda dividida, e com o fenômeno Brizola, Alves de Brito não conseguiu se reeleger deputado. No mês de dezembro do mesmo ano, é preso na cidade de São Paulo, com todo o Comitê Central do Partido Comunista Brasileiro(PCB) que realizava naquela cidade o seu VII Congresso.
Alves de Brito foi ainda membro do Conselho Brasileiro de Defesa da Paz - CONDEPAZ.
Em 1985 Alves de Brito assume o cargo de diretor do Centro de Reabilitação Profissional de Niterói, do antigo INPS (CRP/INPS).
Em 1986 Assumiu a articulação da volta de Moreira Franco ao Partido do Movimento Democrático Brasileiro(PMDB),participando também da articulação na escolha de Moreira Franco na convenção do PMDB, que o elegeria governador do Estado do Rio de Janeiro.
Em 1987 Alves de Brito assume a diretoria de habilitação e a presidência do DETRAN.
Em 1989 desligou-se do Partido Comunista Brasileiro (PCB) depois de militar no "Partidão" por mais de 30 anos.